# Sultanato di Qutqashen
Il Sultanato di Qutqashen (in azero: Qutqaşen sultanlığı) noto anche come Qabala mahaly (azero: Qəbələ mahalı) era uno stato feudale che esisteva dalla metà alla fine del XVIII secolo nel nord dell'Azerbaigian, nei territori che coprono l'attuale regione di Qəbələ.

## Contesto storico
Qəbələ era l'antica capitale dell'Albania caucasica. Le prove archeologiche indicano che la città funse da capitale dell'Albania caucasica già nel IV secolo a.C. Qəbələ si trovava nel mezzo dell'antica Via della seta. Dopo la morte di Nadir Shah nel 1747, l'Azerbaigian si divise in khanati e sultanati indipendenti e Qəbələ divenne un sultanato. Era anche chiamato Qabala Mahali. Dopo che l'Azerbaigian fu occupato dall'Impero russo nel 1813, condusse riforme amministrative e nel 1841 i khanati azeri furono soppressi ei territori furono incorporati nei governatorati. Il sultanato di Qabala fu abolito e l'area è stata aggiunta alla città di Shaki del Governatorato di Elizavetpol'. Lo scrittore azero e generale dell'Impero russo Ismayil bek Kutkashensky era un discendente dei sultani Qutqashen.

## Sovrani del sultanato
- Sultano Haji Safi
- Sultano Kalbali, fino al 1779
- Haji Nasrullah